# Competições de robótica

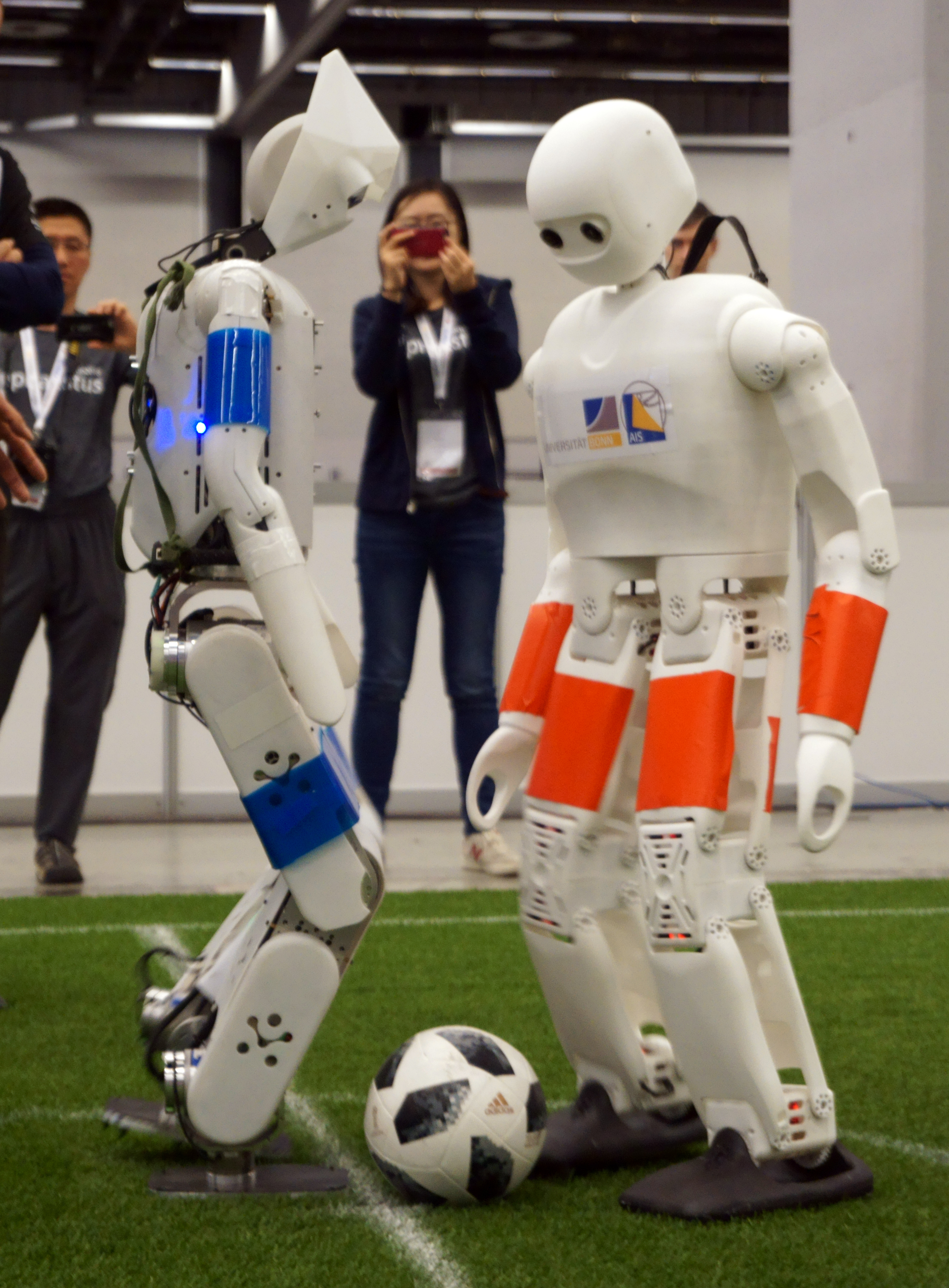
Robô de futebol humanoide NimbRo-OP2X na RoboCup 2018 em Montreal

Competições de robótica são eventos nos quais as habilidades e características dos robôs podem ser testadas e avaliadas. Normalmente eles têm que vencer outros robôs para se tornarem os melhores. Muitas competições são para escolas, mas várias competições com participantes profissionais e amadores também estão surgindo. Competições de robótica foram organizadas desde os anos 1970 e 1980. Em 1979, uma competição Micromouse foi organizada pelo Instituto de Engenheiros Eletricistas e Eletrônicos (IEEE) como mostrado na revista Spectrum. Embora seja difícil identificar a primeira competição de robótica, dois eventos são bem conhecidos hoje em dia por sua longevidade: o All Japan Robot-Sumo no Japão, de Sumô de Robôs, e o Concurso Internacional de Robôs de Combate a Incêndios do Trinity College. Algumas organizações tentaram padronizar a competição de robótica através da introdução de ligas completas com um calendário padrão, mas o modelo funcionou apenas em alguns países, como a Espanha, onde a Liga Nacional foi fundada em 2008 e ainda opera.

## Ver Também
- Combate de Robôs
- Sumô de Robôs